# موقعة الإسماعيلية 1952
موقعة الإسماعيلية هي اشتباك مسلح وقع في مدينة الإسماعيلية في 25 يناير، 1952 حين رفضت قوات الشرطة المصرية تسليم أسلحتها وإخلاء مبنى المحافظة للقوات البريطانية. أسفر الاشتباك بين الشرطة المصرية والقوات البريطانية عن مقتل 56 شرطيًا مصريًا وإصابة 73 بجروح، واستولت القوات البريطانية على مبنى محافظة الإسماعيلية. وكان من الضباط؛ النقيب حينئذٍ صلاح ذو الفقار.
تحول يوم 25 يناير إلى عيد للشرطة يحتفل به كل عام، كما أصبح عيدًا قوميًا لمحافظة الإسماعيلية، وفي 2009 أصبح يوم 25 يناير من كل عام يوم عطلة رسمية في مصر.

## خلفية
ارتفعت حدة التوتر بين مصر وبريطانيا عندما اشتدت أعمال التخريب والأنشطة الفدائية ضد معسكراتهم وجنودهم وضباطهم في منطقة القنال إذ كانت الخسائر البريطانية نتيجة العمليات الفدائية فادحة خاصة في المراحل الأولى، كما أدى انسحاب العمال المصريين من العمل في معسكرات الإنجليز إلى وضع القوات البريطانية في منطقة القناة في حرج شديد.
وحينما أعلنت الحكومة عن فتح مكاتب لتسجيل أسماء عمال المعسكرات الراغبين في ترك عملهم والمساهمة في الكفاح الوطني سجل [91572] عاملاً أسماءهم في الفترة من 16 أكتوبر 1951 وحتى 30 من نوفمبر 1951، كما توقف المتعهدون عن توريد الخضراوات واللحوم والمستلزمات الأخرى الضرورية لإعاشة 80 ألف جندي وضابط بريطاني.
أقدمت القوات البريطانية على مغامرة أخرى لا تقل رعونة أو استفزازًا عن محاولاتها السابقة لإهانة الحكومة المصرية وإذلالها حتى ترجع عن قرارها بإلغاء المعاهدة، ففي صباح يوم الجمعة 25 يناير 1952 استدعى القائد البريطاني بمنطقة القناة –«اللواء أكسهام»- ضابط الاتصال المصري، وسلمه إنذارًا بأن تسلم قوات البوليس «الشرطة» المصرية بالإسماعيلية أسلحتها للقوات البريطانية، وتجلو عن دار المحافظة والثكنات، وترحل عن منطقة القناة كلها، وتنسحب إلى القاهرة بدعوى أنها مركز اختفاء الفدائيين المصريين المكافحين ضد قواته في منطقة القنال. رفضت المحافظة الإنذار البريطاني وأبلغته إلى وزير الداخلية «فؤاد سراج الدين باشا» الذي أقر موقفها، وطلب منها الصمود والمقاومة وعدم الاستسلام.
فقد القائد البريطانى في القناة أعصابه فهاجمت قواته ودباباته وعرباته المصفحة قسم بوليس «شرطة» الاسماعيلية لنفس الدعوى بعد أن أرسل إنذارا لمأمور قسم الشرطة يطلب فيه منه تسليم أسلحة جنوده وعساكره، غير أن ضباط وجنود البوليس «الشرطة» رفضوا قبول هذا الإنذار.
في صباح السبت 26 من يناير 1952انتشرت أخبار الحادث في مصر كلها، واستقبل المصريون تلك الأنباء بالغضب والسخط، وخرجت المظاهرات العارمة في القاهرة، واشترك جنود الشرطة مع طلاب الجامعة في مظاهراتهم، وانطلقت المظاهرات تشق شوارع القاهرة التي امتلأت بالجماهير الغاضبة.
تسبب هذه الأجواء الغاضبة في قيام حريق القاهرة، وتسببت أكثر في تدهور شعبية الملك فاروق لأبعد مستوى، مما مهد لقيام الضباط بحركة 23 يوليو بقيادة اللواء محمد نجيب في نفس العام.

## الاشتباكات
وجهت الدبابات البريطانية مدافعها وأطلقت نيران القنابل بشكل مركز وبشع بدون توقف ولمدة زادت عن الساعة الكاملة، ولم تكن قوات البوليس «الشرطة» مسلحة بشئ سوى البنادق العادية القديمة.
وقبل غروب شمس ذلك اليوم حاصر مبنى قسم البوليس «الشرطة» الصغير ومبنى المحافظة في الأسماعيلية، سبعة آلاف جندي بريطاني مزودين بالأسلحة، تدعمهم دباباتهم السنتوريون الثقيلة وعرباتهم المصفحة ومدافع الميدان، بينما كان عدد الجنود المصريين المحاصرين لا يزيد على ثمانمائة في الثكنات وثمانين في المحافظة لا يحملون غير البنادق.
استخدم البريطانيون كل ما معهم من الأسلحة في قصف مبنى المحافظة، ومع ذلك قاوم الجنود المصريون واستمروا يقاومون ببسالة وشجاعة فائقة ودارت معركة غير متكافئة بين القوات البريطانية وقوات الشرطة المحاصرة في القسم ولم تتوقف هذه المجزرة حتى نفدت آخر طلقة معهم بعد ساعتين طويلتين من القتال، سقط منهم خلالهما 52 قتيلا و80 جريحا وجميعهم من أفراد جنود وضباط قوة الشرطة التي كانت تتمركز في مبنى القسم، وأصيب نحو سبعون آخرون، هذا بخلاف عدد آخر من المدنيين وأسر من بقي منهم.
كما أمر البريطانيون بتدمير بعض القرى حول الاسماعيلية كان يعتقد أنها مركز اختفاء الفدائيين المصريين المكافحين ضد قواته فقتل عدد آخر من المدنيين أو جرحوا أثناء عمليات تفتيش القوات البريطانية للقرى.

## معرض صور

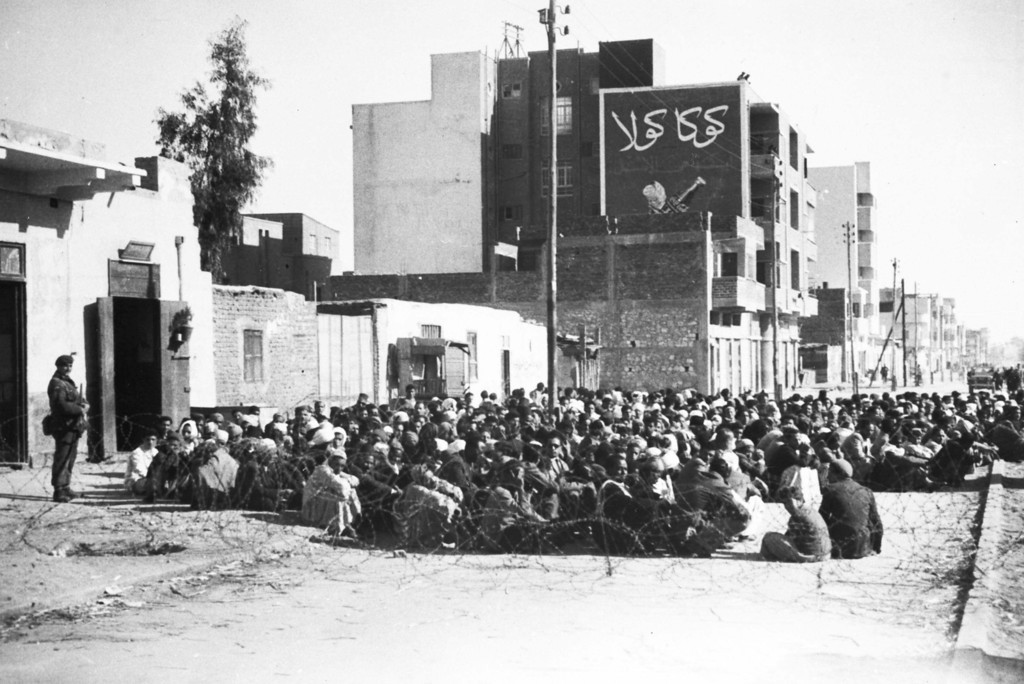
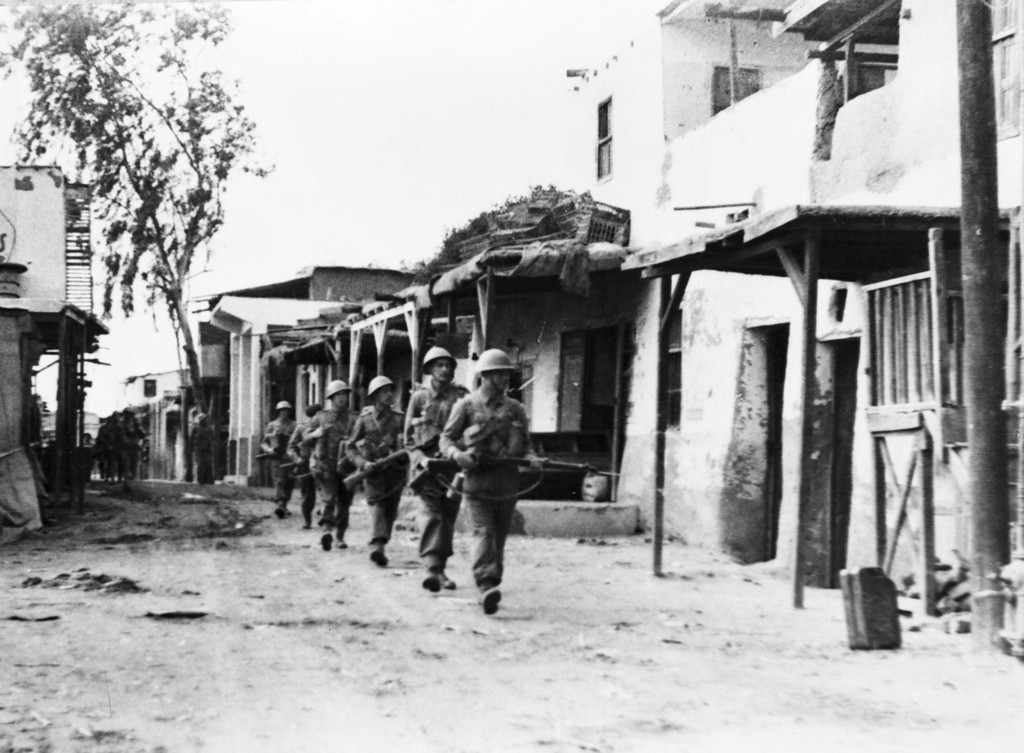
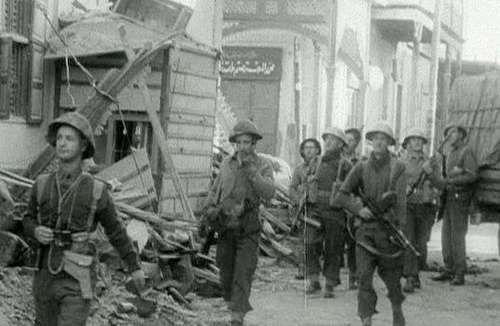
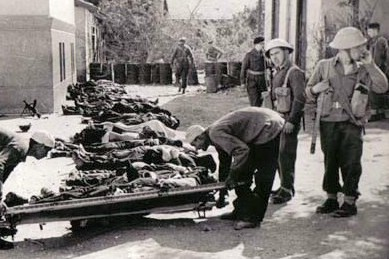
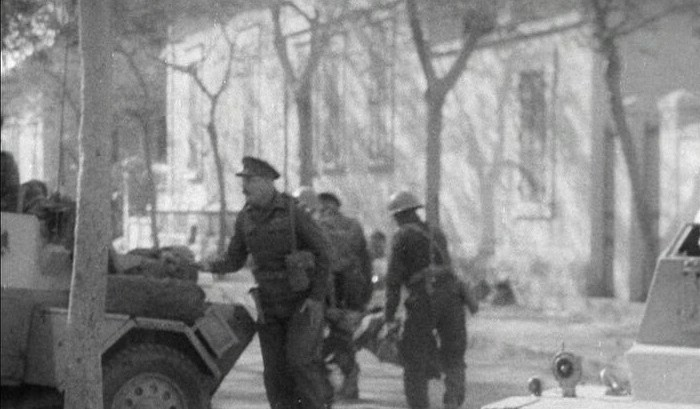
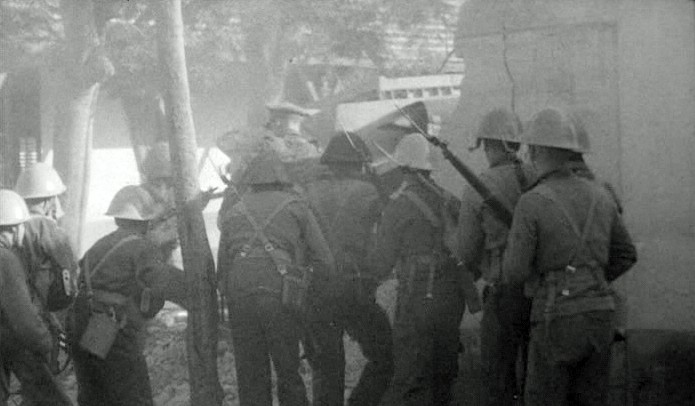
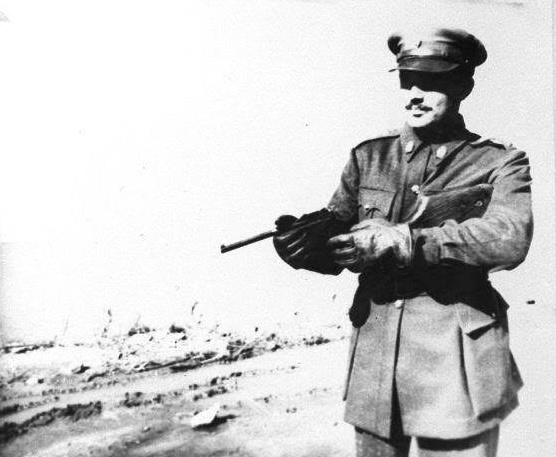
صلاح ذو الفقار في الإسماعيلية، يناير 1952
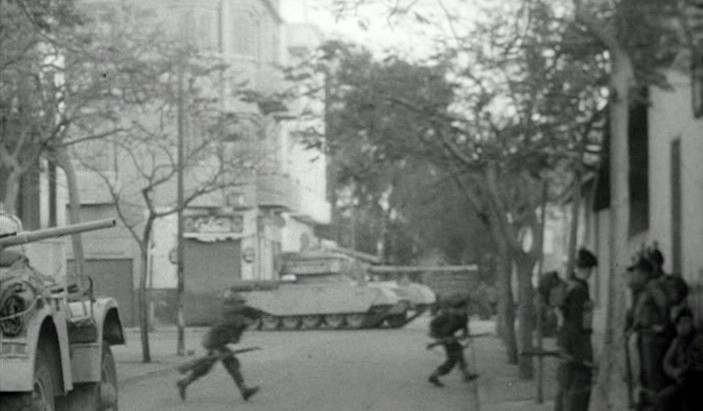
صورة للاشتباكات بين الشرطة المصرية والقوات البريطانية
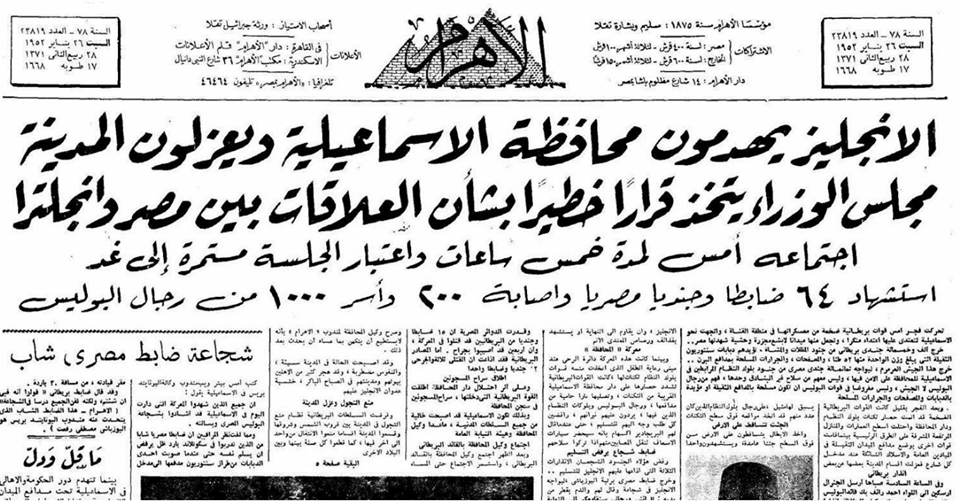
صحيفة الأهرام صباح يوم 26 يناير 1952